# Vermarc
Vermarc Sport is een Belgische fabrikant van sportkleding. Het bedrijf is in 1977 opgericht door oud-wielrenner Frans Verbeeck en is genoemd naar zijn zoon Marc, die later de leiding van het bedrijf heeft overgenomen van zijn vader. Vermarc is gevestigd in Wezemaal. Vermarc verkoopt kleding voor wielrennen, atletiek en voetbal, evenals trainingspakken en sportzakken.
Vermarc levert onder meer de kledij van de Belgische wielerploegen Deceuninck-Quick Step, Lotto Soudal, Sport Vlaanderen-Baloise, Wallonie-Bruxelles, Baloise - Trek Lions en Team 777. Vermarc levert ook al een aantal jaren de kledij van de nationale Belgische atletiekploeg.
Vermarc was in 2003 hoofdsponsor van het Duitse wielerteam Team Vermarc Sportswear, met onder anderen André Schulze, René Weissinger en Robert Retschke. Later werd Vermarc ook kledingsponsor van het Duitse Team Milram en van Cycle-Collstrop.

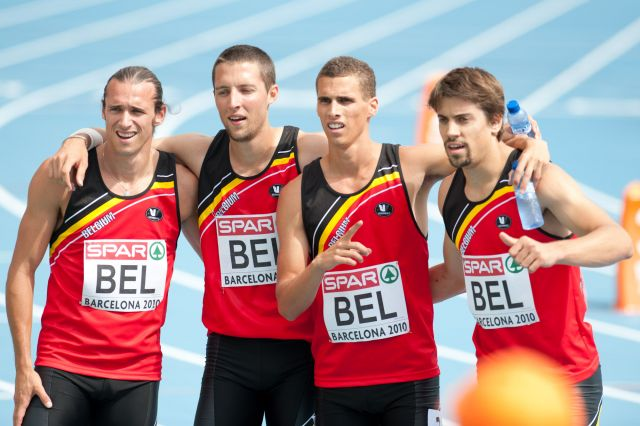
de Belgische 4x400m-ploeg in 2010 in Vermarcuitrusting
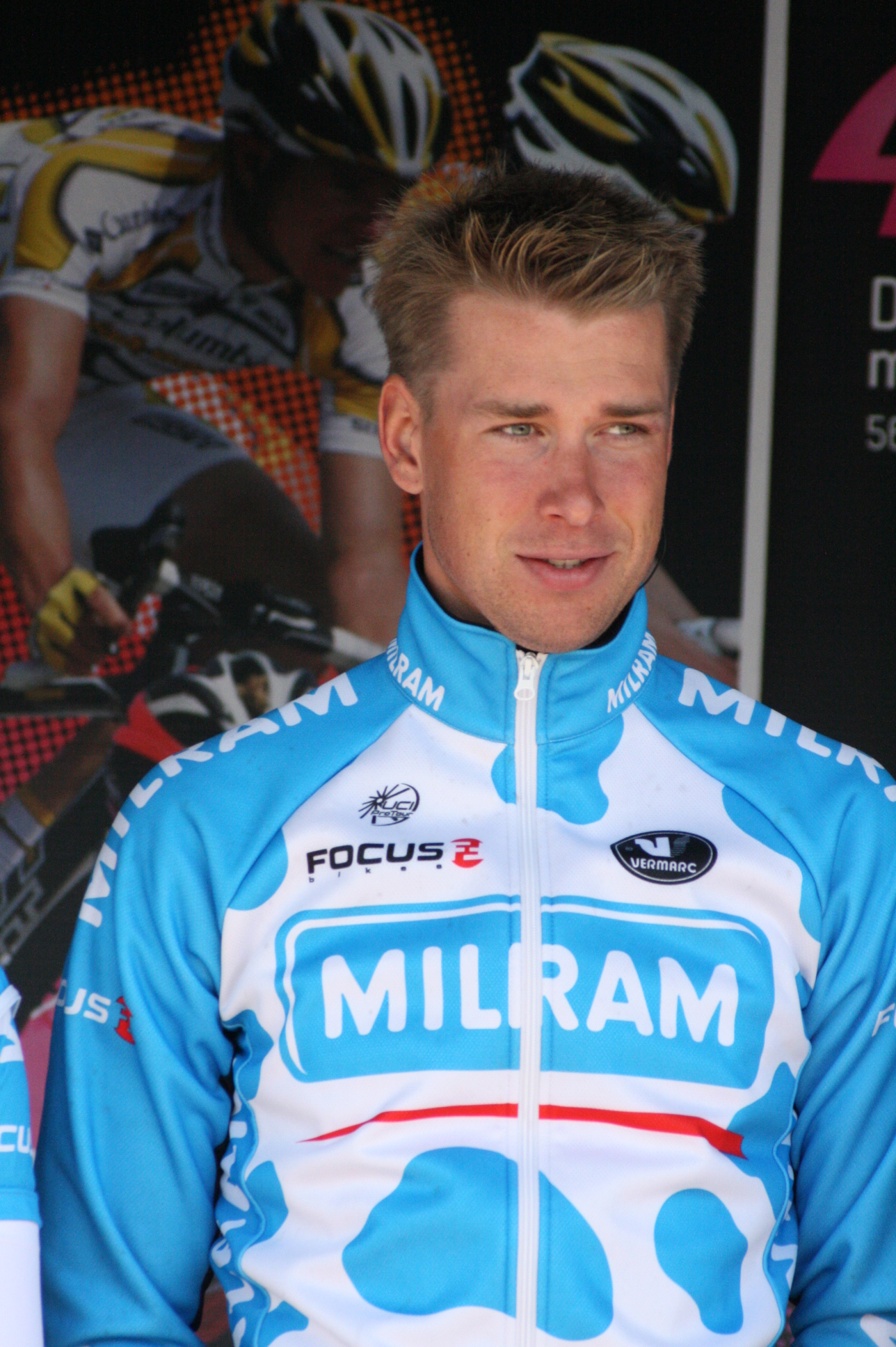
Roger Kluge, Team Milram, 2010
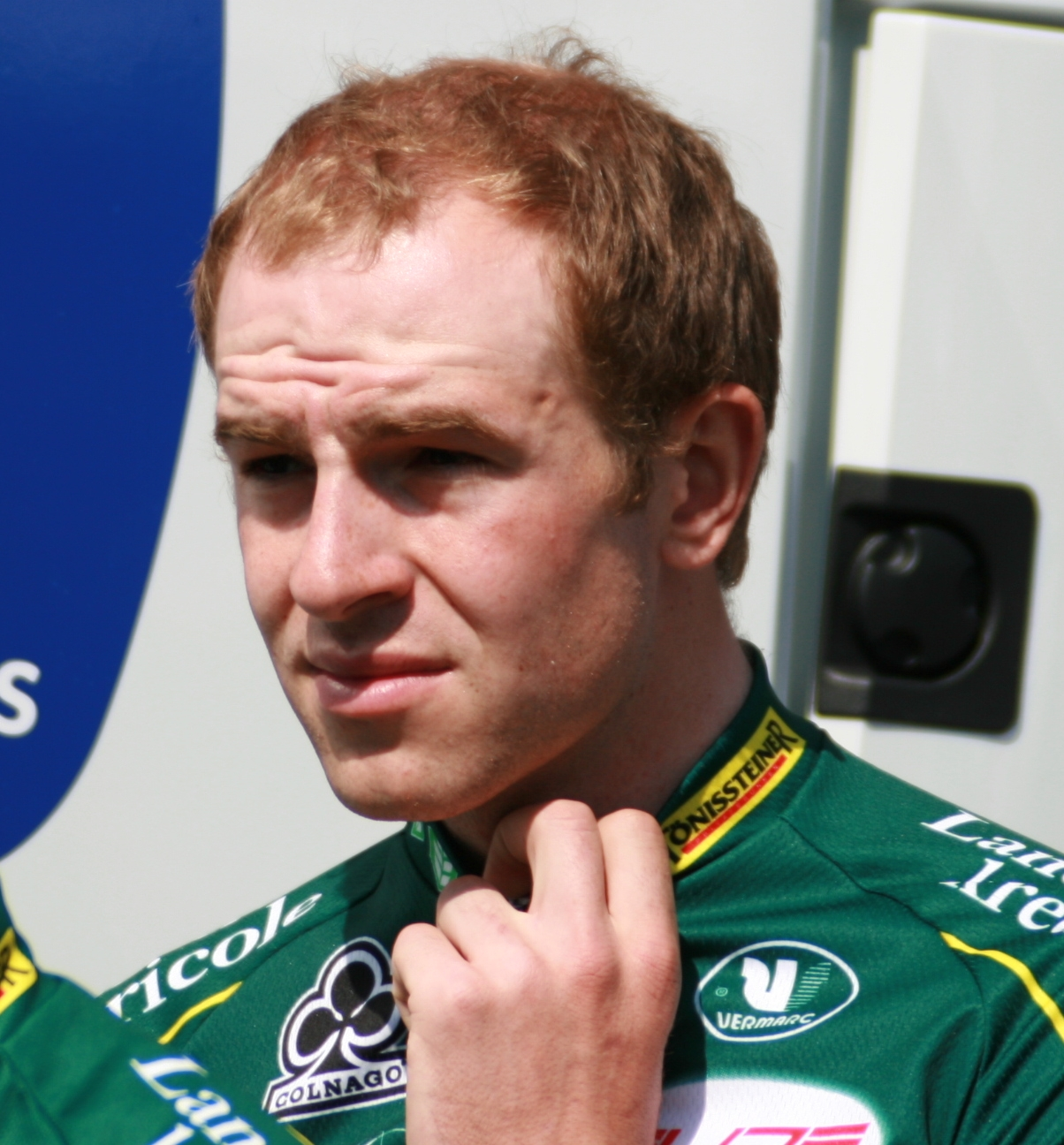
Ian Stannard, Landbouwkrediet, 2008
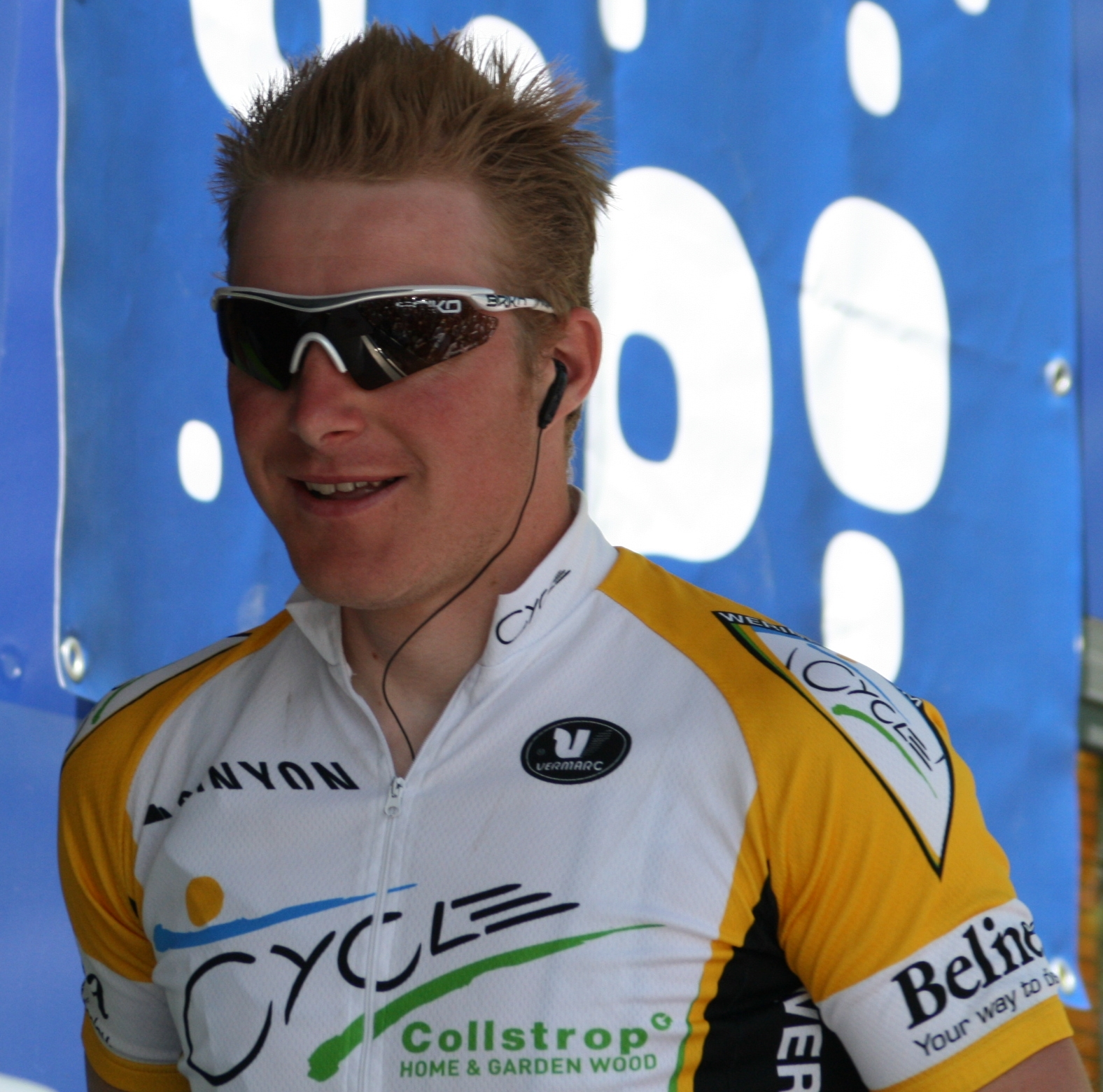
Matthé Pronk, Cycle-Collstrop
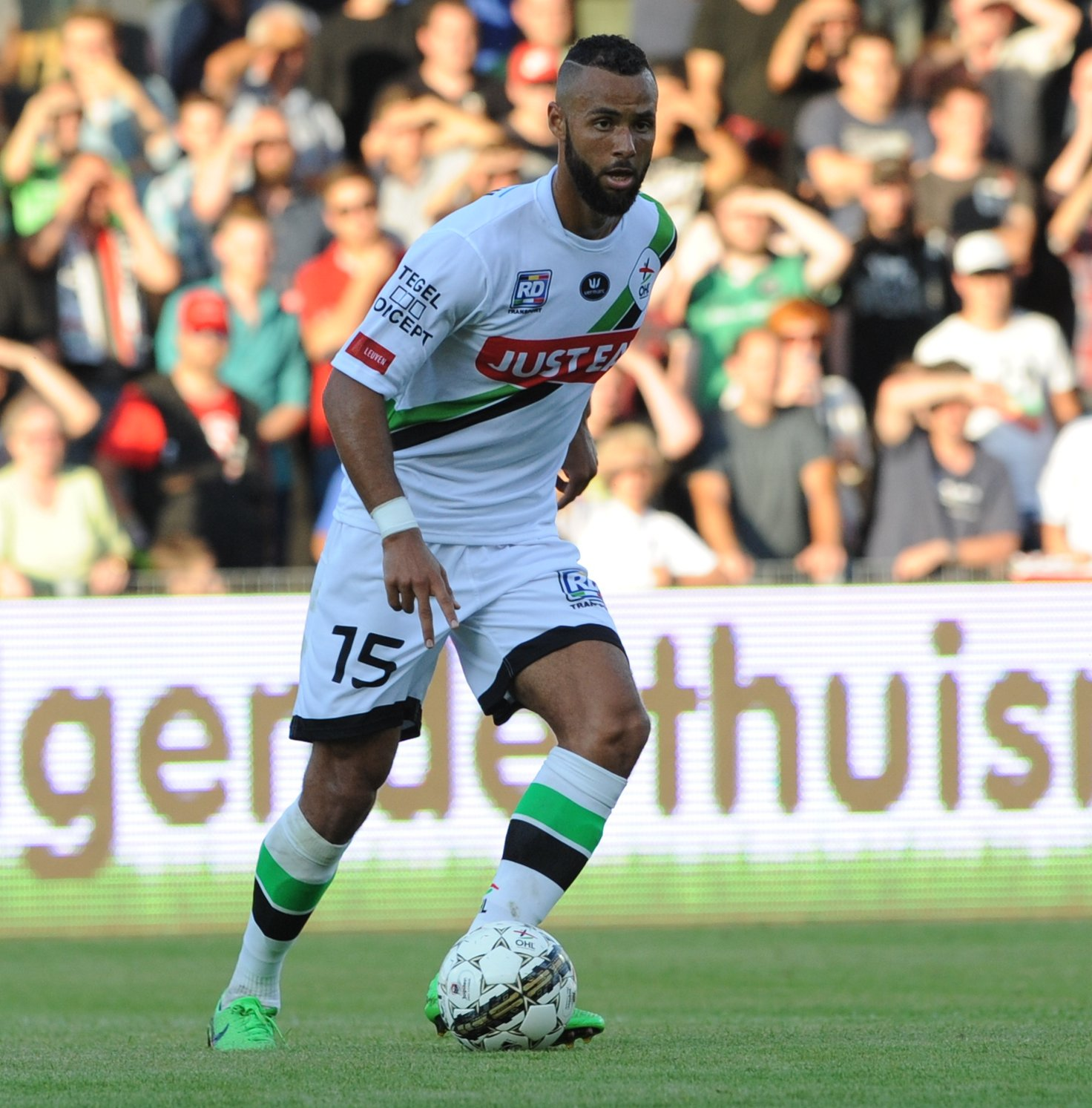
John Bostock, OH Leuven, 2015